# 泰國國民黨
泰國國民黨（英語注音：Phak Chat Thai）是泰國的一個已解散的保守派政黨。

## 歷史
在2001年大選中，該黨獲得國會中的41個議席，得以同泰愛泰黨聯手組織政府。在2005年大選中，儘管得到前色情洗浴場大亨朱威（Chuwit Kamolvisit）的支持，該黨僅得百分之11.7%的選票，獲27個議席淪為次要反對黨。
該黨與泰國的其他反對黨聯合抵制了泰愛泰黨發達的2006年4月大選。
在2007年大選中，國民黨獲得37個議席（8.87%直接选票），得以国会内第三大党位置維持國會中的力量均衡，僅次於前泰愛泰黨成員組成的人民力量黨及第二大黨民主黨。在2008年1月，國民黨加入人民力量黨及其他五個政黨組成的聯合政府。
大选随后该党宣布同执政党人民力量党组成联盟，由此种下与軍方势力集团不和的祸根，2008年10月27日，该党被軍方操控的泰国宪章法庭指控以于前次选举过程中舞弊。五周后12月2日，法庭宣布数项指控罪名「成立」，该党被強行解散。

## 黨領導人
- 班漢 （Banharn Silpa-Archa）

## 外部連結
- 泰國國民黨的公官方網址 （泰文） （英文）